# Ardabur
Ardabur (? – 471) là con trai của Flavius Ardabur Aspar, giữ chức Kỵ đô úy (Master of Horse) và Thống chế (Magister Militum) của Đế quốc Đông La Mã vào thế kỷ 5. Ardabur thường phục vụ dưới trướng người cha đầy uy danh trong các chiến dịch quân sự thảo phạt man tộc. Năm 466 Ardabur bị phe cánh chính trị của cha mình buộc tội mưu phản. Những lời buộc tội đã nhanh chóng làm suy giảm quyền uy của Aspar để rồi kết cục cả hai cha con đều bị Hoàng đế Leo I ra lệnh ám sát trong một cuộc bạo loạn năm 471.